# Frahelž
Frahelž (německy Frahelsch, Freihals) je obec v okrese Jindřichův Hradec v Jihočeském kraji. Žije zde 157 obyvatel.

## Název
Podle obecní kroniky vznikl název podle místního mlynáře, který nemusel na robotu a měl tedy výsadu, tzv. svobodné hrdlo, německy Freihals. Význam názvu je tak téměř totožný s českým pojmenováním vsí Lhota.

## Historie
První písemná zmínka o obci pochází z roku 1549 (Ffrayhelcze) a druhá z roku 1554 (Fraheleč). Roku 1618 zde došlo k potyčce mezi vojáky českých stavů a císařskými. Frahelž je první vsí u Třeboně, kde byly roku 1772 vysazeny brambory. Další zvláštností byly bačkory zvané palašky, jež pletly zdejší ženy.
V rovinatém okolí Frahelže se nacházejí lesy, rybníky (Rod, Víra, Láska, Naděje aj.) a pole. Díky řece Lužnici okolní krajinu navštěvují vodáci a rybáři. Nachází se zde též železniční a autobusová zastávka.

## Přírodní poměry
Severně od vesnice se nachází rybník Nový u Frahelže. Napájí jej Ponědražský potok, který se pod rybníkem vlévá do Lužnice.

## Obyvatelstvo
| Rok            | 1869 | 1880 | 1890 | 1900 | 1910 | 1921 | 1930 | 1950 | 1961 | 1970 | 1980 | 1991 | 2001 | 2011 | 2021 |
| -------------- | ---- | ---- | ---- | ---- | ---- | ---- | ---- | ---- | ---- | ---- | ---- | ---- | ---- | ---- | ---- |
| Počet obyvatel | 286  | 272  | 291  | 271  | 282  | 320  | 284  | 293  | 257  | 241  | 202  | 169  | 148  | 149  | 148  |
| Počet domů     | 31   | 43   | 44   | 46   | 48   | 49   | 61   | 65   | 63   | 63   | 67   | 78   | 78   | 80   | 83   |

## Obecní správa
Mezi lety 1850–1890 patřila Frahelž jako osada obce ke Kleci v okrese Třeboň. V letech 1890–1960 byla obcí v okrese Třeboň (1890–1950) a později v okrese Jindřichův Hradec. V letech 1960–1990 patřila jako část města k Lomnici nad Lužnicí a od 24. listopadu 1990 je opět samostatnou obcí.

### Obecní symboly
Znak a vlajka byly obci uděleny rozhodnutím předsedkyně Poslanecké sněmovny Parlamentu České republiky dne 23. června 2022.

## Pamětihodnosti
- Venkovská usedlost čp. 11[10]

## Osobnosti
- Jack Root (1876–1963), americký boxer a první mistr světa v polotěžké váze[11][12]

## Galerie

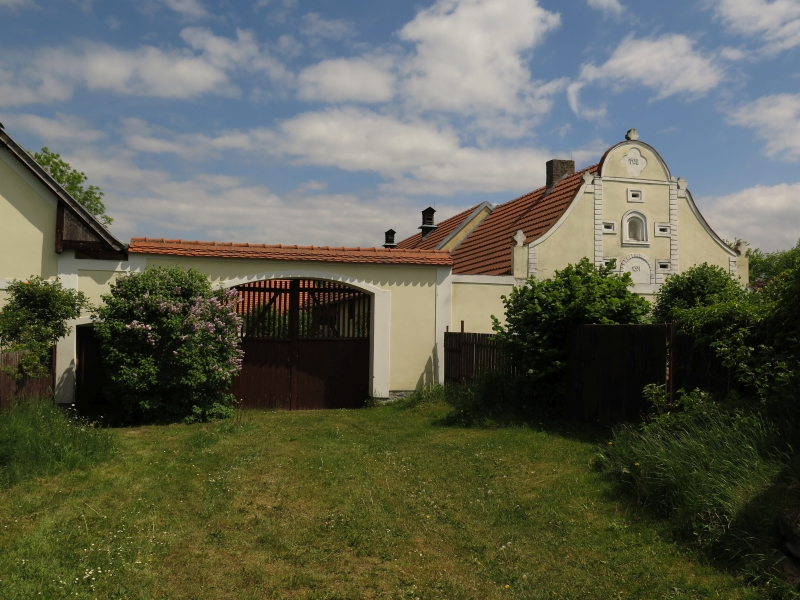
Usedlost čp. 11
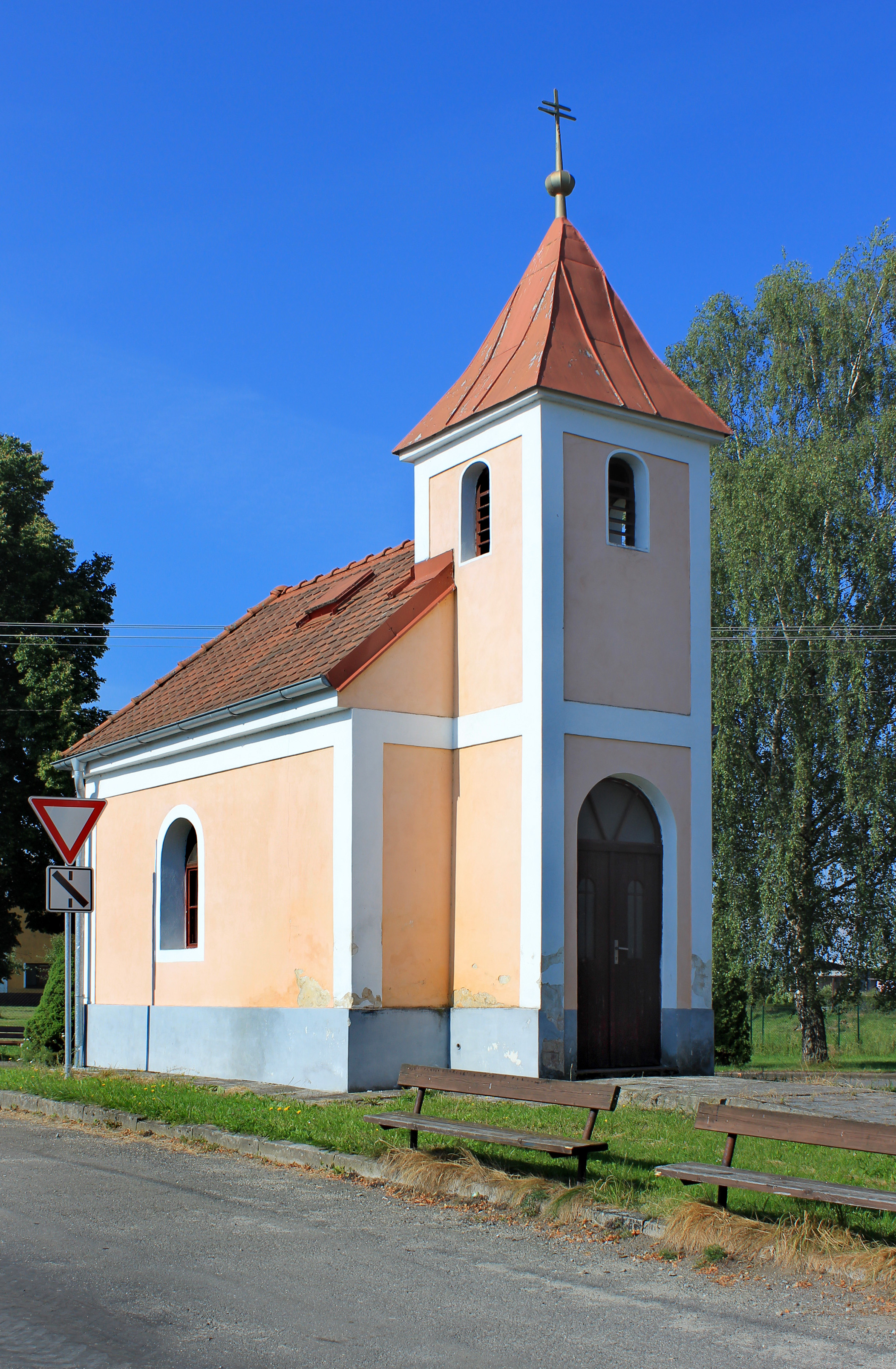
Kaple na návsi
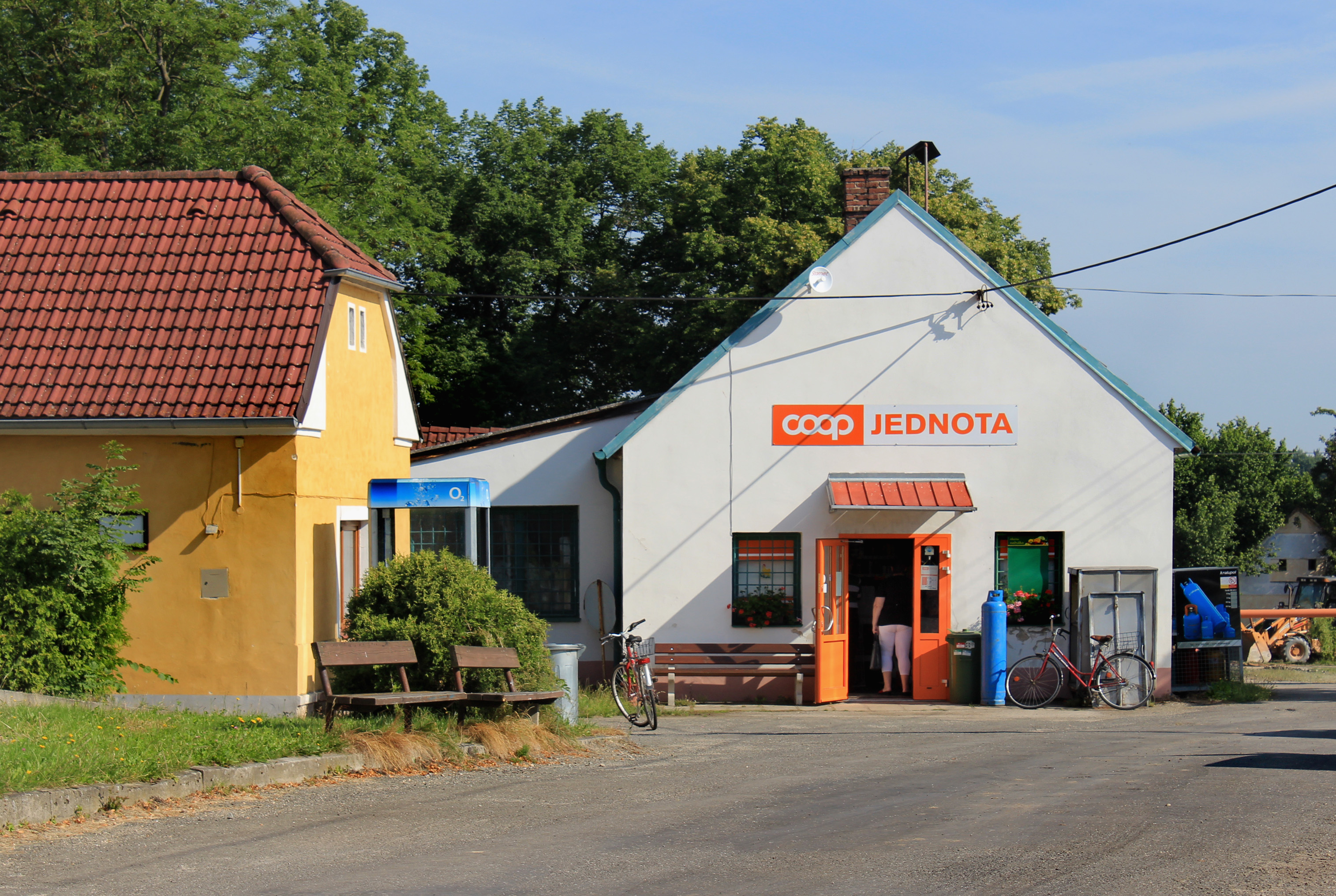
Obchod, vlevo obecní úřad
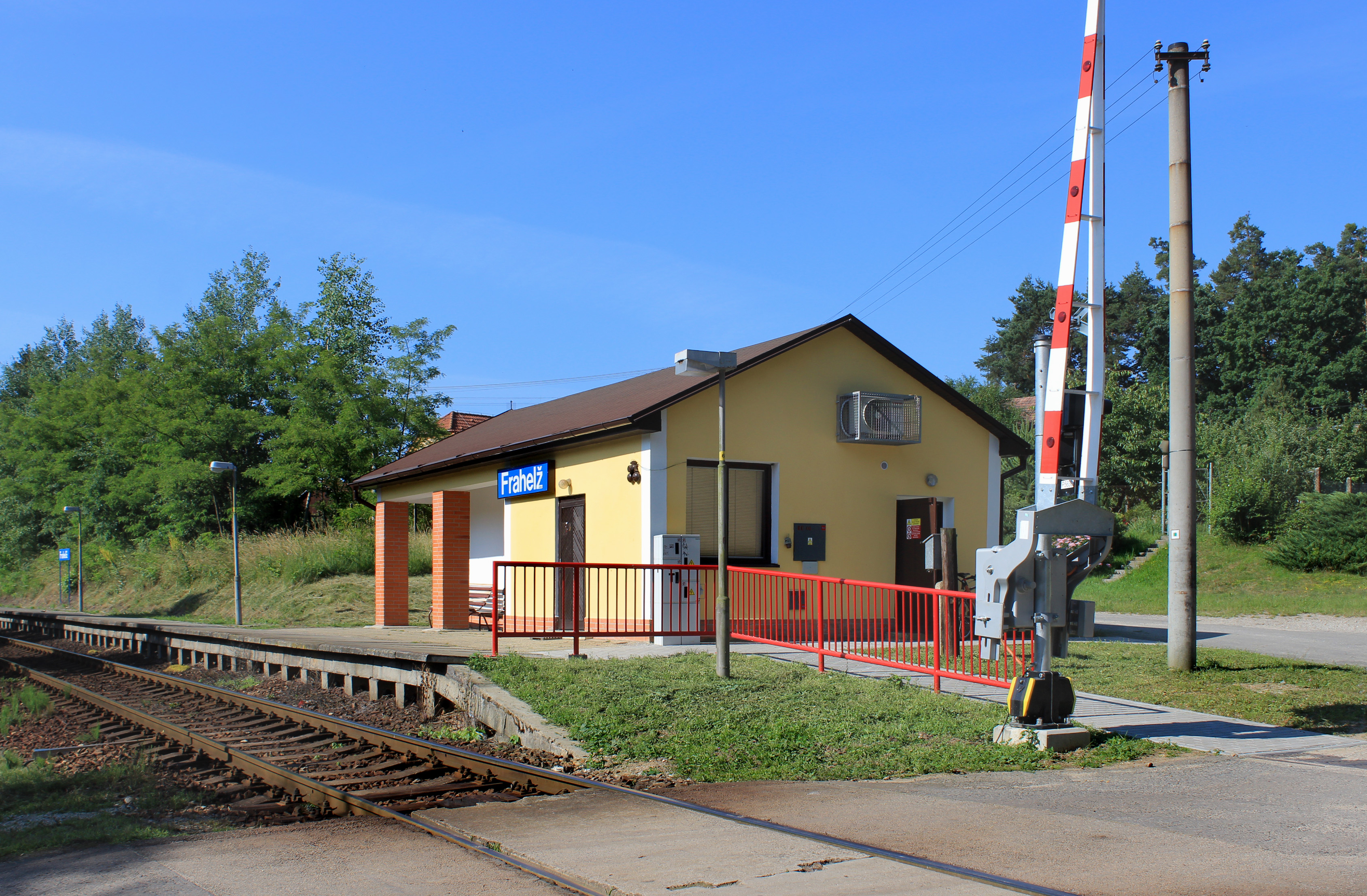
Malé nádraží